# Myopsyche ochsenheimeri
Myopsyche ochsenheimeri är en fjärilsart som beskrevs av Jean Baptiste Boisduval 1829. Myopsyche ochsenheimeri ingår i släktet Myopsyche och familjen björnspinnare. Inga underarter finns listade i Catalogue of Life.